# أنوبريا جوينكا
أنوبريا جوينكا هي ممثلة هندية ولدت في 29 مايو 1987.

## روابط خارجية
أنوبريا جوينكا على موقع IMDb (الإنجليزية)
- أنوبريا جوينكا على موقع قاعدة بيانات الفيلم (الإنجليزية)